# Orocrambus xanthogrammus
Orocrambus xanthogrammus là một loài bướm đêm trong họ Crambidae.